# Fabra i Puig
Fabra i Puig – stacja metra w Barcelonie, na linii 1. Stacja została otwarta w 1954.